# Daigo Araki
Daigo Araki (荒木大吾?, Araki Daigo; Chiba, 17 febbraio 1994) è un calciatore giapponese, centrocampista del Gifu.

## Carriera
Ha giocato nella prima divisione giapponese.